# Garak-dong
Garak-dong là một phường, dong của Songpa-gu, Seoul, Hàn Quốc. Lý do thành phố có tên như vậy vẫn chưa được rõ nhưng nó từng được gọi là garakgol (가락골).

## Vận chuyển
- Ga Ogeum của Tuyến Seoul 3
- Ga chợ Garak của Tuyến Seoul 3 và Tuyến Seoul 8

## Liên kết
- (tiếng Hàn) Trang dân cư Garak-dong Lưu trữ ngày 27 tháng 9 năm 2020 tại Wayback Machine
- Bản đồ Songpa-gu